# FC Politehnica Galați
FC Politehnica Galați a fost un club de fotbal din Galați, România care a evoluat în Liga a II-a și Liga a III-a. În vara anului 2012 echipa s-a desființat.

## Istorie
În 1968, Politehnica Galați a înregistrat două importante succese: 1-0 cu polonezii de la Row Rybnica (gol Adam) și 2-1 cu FC Bonsucceso (Brazilia) – Mureșan înscriind de două ori. Jucători folosiți în cele două confruntări: Iorgulescu, Ionescu – Pac, Stancu, Dima, Velea, Costache, Tudorie, Profir, Lehăduș, Cojocaru, Bretan, Adam, Neagu, Mureșan, Stătescu, Zotincă și Botescu.

## Evoluția în Campionat
| Sezonul | Liga      | Poz. | M  | V  | E | Î  | GM | GP | Pct. | Note                                                    |
| ------- | --------- | ---- | -- | -- | - | -- | -- | -- | ---- | ------------------------------------------------------- |
| 1967-68 | Divizia B | 2    | 26 | 12 | 6 | 8  | 43 | 28 | 30   | Știința Galați își schimbă numele în Politehnica Galați |
| 1968-69 | Divizia B | 2    | 30 | 15 | 5 | 10 | 38 | 25 | 35   | Știința Galați își schimbă numele în Politehnica Galați |
| 1969-70 | Divizia B | 3    | 30 | 13 | 6 | 11 | 35 | 40 | 32   | Știința Galați își schimbă numele în Politehnica Galați |
| 1970-71 | Divizia B | 14   | 30 | 12 | 3 | 15 | 32 | 33 | 27   | Știința Galați își schimbă numele în Politehnica Galați |
| 1971-72 | Divizia B | 4    | 30 | 11 | 9 | 10 | 39 | 29 | 31   | Știința Galați își schimbă numele în Politehnica Galați |
| 2001-02 | Divizia E |      |    |    |   |    |    |    |      |                                                         |
| 2002-03 | Divizia E |      |    |    |   |    |    |    |      |                                                         |
| 2003-04 | Divizia E | 1    |    |    |   |    |    |    |      | Promovarere în Divizia D                                |
| 2004-05 | Divizia D | 1    | 20 | 18 | 1 | 1  | 86 | 15 | 55   | Promovarere în Divizia C                                |
| 2005-06 | Divizia C | 5    | 26 | 13 | 4 | 9  | 49 | 30 | 43   | [ 1 ]                                                   |
| 2006-07 | Liga 3    | 4    | 34 | 18 | 7 | 9  | 60 | 38 | 61   |                                                         |
| 2007-08 | Liga 3    | 3    | 34 | 18 | 9 | 7  | 47 | 23 | 63   |                                                         |
| 2008-09 | Liga 3    | 7    | 30 | 12 | 5 | 13 | 49 | 44 | 41   |                                                         |
| 2009-10 | Liga 3    | 7    | 32 | 14 | 6 | 12 | 49 | 47 | 48   |                                                         |
| 2010-11 | Liga 3    | 7    | 26 | 11 | 3 | 12 | 28 | 32 | 36   |                                                         |
| 2011-12 | Liga 3    | 13   | 28 | 7  | 3 | 18 | 38 | 56 | 24   | Retrogradare în Liga a-IV-a                             |

## Foști jucători
- Aurel Drăgan
- Silviu Iorgulescu
- Gheorghiu Stan
- Tudorel Stoica
- Octavian Ionescu
- Ion Velea
- Mihai Bejenaru
- Nicolae Dima
- Decebal Neagu
- Ion Cojocaru
- Sorin Bretan
- Constantin Enache
- Costel Orac
- Sorin Haraga
- Cristian Sârghi
- Daniel Bârlădeanu
- Bogdan Olaru
- Adrian Băhnaru
- Alexandru Tănăsilă
- Cătălin Benea
- Serian Aurașu
- Alexandru Hanghiuc
- Florin Sîrghe
- Andrei Popa
- Doru Andrei
- Cristian Secu

## Foști antrenori
- Petre Rădulescu
- Filip Dinu

## Foști președinți
- Valentin Ștefan

1. ↑   http://www.romaniansoccer.ro/divizia_c/tables/C2005-06.shtml. Accesat în 26 iunie 2018. Lipsește sau este vid: |title= (ajutor)